# Aquabasilea
 (janvier 2012).
Si vous disposez d'ouvrages ou d'articles de référence ou si vous connaissez des sites web de qualité traitant du thème abordé ici, merci de compléter l'article en donnant les références utiles à sa vérifiabilité et en les liant à la section « Notes et références ».
Aquabasilea est un parc aquatique situé à Pratteln, en Suisse. Il est inauguré le 2 mars 2010. C'est le premier grand parc aquatique de la région trinationale de Bâle.

## Composition
Le parc comprend cinq spas, un hammam (le plus grand de Suisse), plusieurs jacuzzis, des saunas naturistes et deux habillés. Des massages sont aussi possibles mais avec un prix d'entrée plus élevé. Il existe une piscine couverte et une autre extérieure, les deux ont une température de 28 degrés. Un Aqua-bar (bar dans l'eau fait partie de la piscine intérieure). Le complexe comprend également un hôtel, une tour de bureaux et des surfaces commerciales.
Il comprend neuf toboggans :
- Versascatale, 140 mètres de longueur, vitesse max. 20 km/h
- Turbotube, 120 mètres de longueur, vitesse max. 35 km/h
- Torrent, 113 mètres de longueur, vitesse max. 20 km/h
- Burn, 144 mètres de longueur, vitesse max. 21 km/h
- Rivellazione, 133 mètres de longueur, vitesse max. 23 km/h
- Cliffdrop, 16 mètres de longueur, vitesse max. 45 km/h
- Family Splash, 87 mètres de longueur, vitesse max. 20 km/h
- Extrême, 51 mètres, vitesse max. 59 km/h

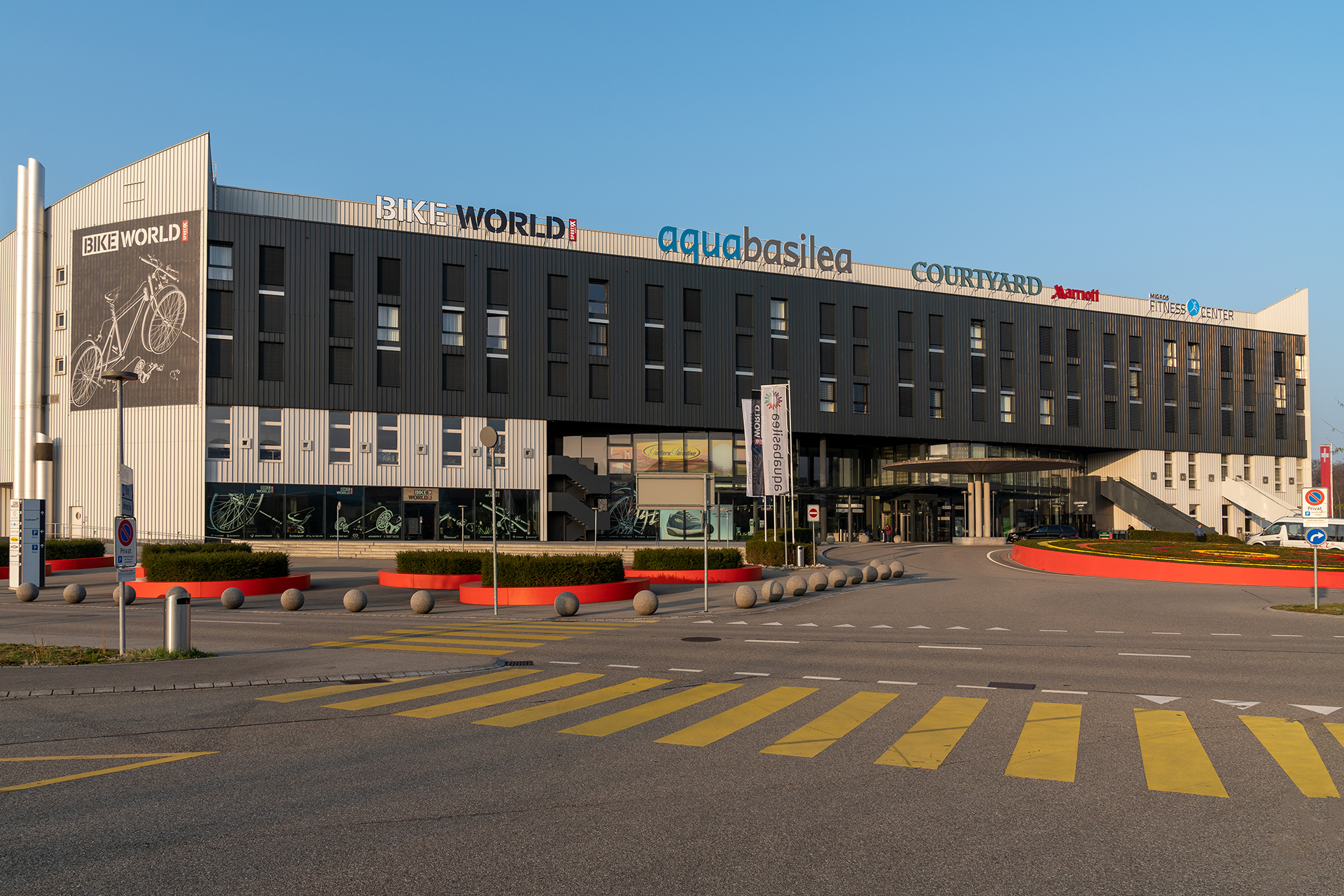

- Toboggan large

## Situation
Un des attraits du parc est sa situation dans la région des trois pays France, Allemagne et Suisse. Depuis la gare centrale de Bâle, le voyageur y accède en 25 minutes avec le S-Bahn et il est situé à 200 mètres de la sortie d'autoroute Pratteln Nord. Une des raisons qui fait que le parc aquatique est presque totalement couvert est sa situation en ancienne zone industrielle. Malgré le fait que le public ne le remarque pas quand il se situe sur la partie extérieure grâce à des parois et une pente de gazon, le complexe est sur une ancienne usine et certaines fonctionnent toujours dans la région.

## Concurrence
À la construction du parc, le Laguna de Weil am Rhein, situé à une vingtaine de kilomètres, est mis en concurrence. C'est peut-être l'une des raisons qui pousse ce relativement vieux complexe à faire une rénovation totale de plus d'un an jusqu'à fin 2012.